# Cantón de Le Louroux-Béconnais
El cantón de Le Louroux-Béconnais era una división administrativa francesa, que estaba situada en el departamento de Maine y Loira y la región de Países del Loira.

## Composición
El cantón estaba formado por siete comunas:
- Bécon-les-Granits
- La Cornuaille
- Le Louroux-Béconnais
- Saint-Augustin-des-Bois
- Saint-Clément-de-la-Place
- Saint-Sigismond
- Villemoisan

## Supresión del cantón de Le Louroux-Béconnais
En aplicación del Decreto n.º 2014-259 de 26 de febrero de 2014, el cantón de Le Louroux-Béconnais fue suprimido el 22 de marzo de 2015 y sus 7 comunas pasaron a formar parte; seis del nuevo cantón de Chalonnes-sur-Loire y una del nuevo cantón de Angers-3.